# یسی تومیئوکا
یسی تومیئوکا (ژاپنی: 富岡 英聖؛ زادهٔ ۱ ژوئیهٔ ۱۹۸۴) یک بازیکن فوتبال اهل ژاپن است.
از باشگاه‌هایی که در آن بازی کرده‌است می‌توان به باشگاه فوتبال ونتفورت کوفو اشاره کرد.